# Jeremy (canción)
«Jeremy» es una de las canciones más emblemáticas de la banda de grunge Pearl Jam. Fue incluida en su álbum debut Ten y tuvo dos nominaciones al Grammy de 1993: Mejor Canción de Rock y Mejor Interpretación de Hard Rock.

## Significado de la letra
Narra una historia de la vida real sobre Jeremy Wade Delle, nacido en Texas, adolescente de 16 años que se suicidó frente a sus 30 compañeros de clase y su profesora, el 8 de enero de 1991.
La noticia en el periódico dejó impresionado a Eddie Vedder, lo suficiente como para escribirle una canción.
La letra narra la falta de atención que los padres prestaban al adolescente, objeto de burlas y bromas de otros, lo que podría haberlo llevado al suicidio.

## Video musical
Existen dos videos de esta canción:

### Primera versión
La primera versión fue grabada el 4 de octubre de 1991 y dirigido por Chris Cuffaro. Cuando Eddie Vedder lo conoció, le sugirió que dirigiera un video para la banda. Epic Records le dio permiso a Cuffaro, tras la insistencia de Vedder, de escoger cualquier canción del álbum Ten. Él escogió "Jeremy", que no iba a ser lanzada como sencillo, por lo que Epic rehusó financiar el clip. Esto obliga a Cuffaro a financiarlo por su cuenta.
Esta versión está filmada en blanco y negro, con imágenes de la banda que toca sobre una plataforma giratoria. Al igual que la versión oficial incluía un actor en el papel de Jeremy. El video fue rechazado por Epic y nunca fue lanzado como versión oficial.

### Segunda versión
El segundo video (que puede considerarse como la versión oficial) fue dirigida por Mark Pellington. A diferencia del de Cuffaro, fue financiado por Epic cuando decidieron lanzar "Jeremy" como sencillo.
Filmado en junio de 1992, en Londres, el video incluía al actor Trevor Wilson como Jeremy y contenía un collage de imágenes del chico dibujando, corriendo por el bosque, peleando con sus padres y en el salón de clases, como varios close-ups de Vedder cantando. Palabras como problem (problema), child (niño), ignored (ignorado) y harmless (inofensivo), se sucedían. Al final, Jeremy entraba al salón de clases, le tiraba un objeto (una manzana) a la profesora; sacaba del bolsillo una pistola y se la ponía en la boca; Jeremy cerraba los ojos, antes de cortar a una toma de sus compañeros asombrados, manchados de sangre.
El video, estrenado el 1 de agosto de 1992, se convirtió de inmediato en un éxito en MTV, con un alta rotación en la programación. Ganó cuatro premios en los MTV Video Music Awards de 1993, incluso Video del año.

### Controversia
La que se muestra en TV es la versión censurada del video, ya que MTV prohibió a Pellington que mostrara la toma del joven con la pistola en su boca y apretando el gatillo. Al no tener una imagen clara, muchos creyeron que Jeremy había disparado contra sus compañeros. Eso es falso; existe un video sin censura donde es posible apreciar que Jeremy dispara con la pistola en su boca. Pellington también tuvo que retirar del video una escena donde se mostraba un saludo nazi por parte de los estudiantes y de Jeremy.
Debido a la censura y al enorme éxito comercial de Jeremy, los miembros de Pearl Jam decidieron no grabar más videos. Mantuvieron esa postura hasta 1998, cuando filmaron uno para la canción del álbum Yield "Do the Evolution", realizado en animación.
En 1996, en la escuela Frontier Junior High School, de Moses Lake, Washington, un alumno disparó contra cuatro compañeros, mató a tres y dejó al cuarto herido. El responsable admitió que había sido influenciado por la canción y el video.
Después de la Masacre de Columbine en 1999, el video fue prohibido por un tiempo y desde entonces rara vez aparece en la TV estadounidense.
El 4 de junio de 2020 Pearl Jam publicó en su canal de YouTube la versión sin censura de "Jeremy". En conmemoración al Día Nacional de Concientización sobre la Violencia con Armas.

## Formatos y lista de canciones
Toda la información está tomada de varias fuentes.
- Sencillo en CD (Estados Unidos, Alemania, Australia, Brasil y Austria)
  1. «Jeremy» (Vedder, Ament) – 4:49
  2. «Footsteps» (Gossard, Vedder) – 3:53
    - No lanzada previamente
    - Grabada en vivo en Rockline, 11 de mayo de 1992, Presentada por Bob Coburn.

  3. «Yellow Ledbetter» (Ament, McCready, Vedder) – 5:04
    - No lanzada previamente

- Sencillo en CD (Reino Unido)
  1. «Jeremy» (Versión del sencillo) (Vedder, Ament) – 4:46
  2. «Yellow Ledbetter» (Ament, McCready, Vedder) – 5:04
    - No lanzada previamente

  3. «Alive» (En vivo) (Vedder, Gossard) – 4:55
    - Grabada en vivo el 3 de agosto de 1991 en el RKCNDY en Seattle, Washington.

- Sencillo en Vinil de 7" (Reino Unido)
  1. «Jeremy» (Versión del sencillo) (Vedder, Ament) – 4:46
  2. «Alive» (En vivo) (Vedder, Gossard) – 4:55
    - Grabada en vivo el 3 de agosto de 1991 en el RKCNDY en Seattle, Washington.

- Sencillo en Vinil de 7" (Holanda)
  1. «Jeremy» (Vedder, Ament) – 4:49
  2. «Footsteps» (Gossard, Vedder) – 3:53
    - No lanzada previamente
    - Grabada en vivo en Rockline, 11 de mayo de 1992, Presentada por Bob Coburn.

- Sencillo en Vinil de 7" (Estados Unidos)
  1. «Jeremy» (Versión del sencillo) (Vedder, Ament) – 4:46
  2. «Alive» (Vedder, Gossard) – 5:40

- Sencillo en Vinil de 12" (Reino Unido)
  1. «Jeremy» (Vedder, Ament) – 4:49
  2. «Footsteps» (Gossard, Vedder) – 3:53
    - No lanzada previamente
    - Grabada en vivo en Rockline, 11 de mayo de 1992, Presentada por Bob Coburn.

  3. «Alive» (En vivo) (Vedder, Gossard) – 4:55
    - Grabada en vivo el 3 de agosto de 1991 en el RKCNDY en Seattle, Washington.

- Sencillo en Casete (Reino Unido)
  1. «Jeremy» (Versión del sencillo) (Vedder, Ament) – 4:46
  2. «Alive» (En vivo) (Vedder, Gossard) – 4:55
    - Grabada en vivo el 3 de agosto de 1991 en el RKCNDY en Seattle, Washington.

- Sencillo en Casete (Australia)
  1. «Jeremy» (Vedder, Ament) – 4:49
  2. «Footsteps» (Gossard, Vedder) – 3:53
    - No lanzada previamente
    - Grabada en vivo en Rockline, 11 de mayo de 1992, Presentada por Bob Coburn.

  3. «Yellow Ledbetter» (Ament, McCready, Vedder) – 5:04
    - No lanzada previamente

## Posicionamiento en listas
| Listas (1992)              | Posición |
| -------------------------- | -------- |
| US Mainstream Rock Tracks  | 5        |
| US Modern Rock Tracks      | 5        |
| Canadian RPM Singles Chart | 32       |
| Dutch Singles Chart        | 59       |
| German Singles Chart       | 93       |
| Irish Singles Chart        | 10       |
| New Zealand Singles Chart  | 34       |
| Polish Singles Chart       | 13       |
| UK Singles Chart           | 15       |
| Listas (1995)              | Posición |
| US Billboard Hot 100       | 79       |